# Anima (álbum de Milton Nascimento)
| Críticas profissionais | Críticas profissionais |
| Avaliações da crítica  | Avaliações da crítica  |
| Fonte                  | Avaliação              |
| ---------------------- | ---------------------- |
| Allmusic               | [ 1 ]                  |

Änïmä é um álbum de 1982 do cantor, violonista e compositor brasileiro Milton Nascimento.

## Obra
A introdução do álbum começa com um poema intitulado "Evocação das Montanhas" e durante a execução desse trabalho, Nascimento conta com participação especial de artistas como o grupo instrumental brasileiro Uakti na faixa título e "Coração Brasileiro". Outros músicos convidados foram Caetano Veloso em um dueto com Milton em "As Várias Pontas de Uma Estrela (The Various Points of a Star)" e Simone cedida pela Sony Music para canção "Comunhão (Communion)". Além disso, a faixa "Essa Voz" contém uma música incidental chamada "O que foi feito de vera" na voz Elis Regina, concedida pela Odeon/WEA Music

## Recepção
Richard S. Ginell, em uma crítica retrospectivo pela Allmusic, avalia o álbum como exuberante e expressivo. Ainda segundo o revisor, esse disco é umas das típicas obras que marcaram a carreira de Nascimento positivamente no Brasil, sendo um material essencial para o público do músico mineiro.

## Faixas

### Lado Um
1. "Evocação das Montanhas (Evocation of the Mountains)" (Henrique de Curitiba) - 6:01
2. "Teia de Renda" (Túlio Mourão, Milton Nascimento) - 2:43
3. "Anima" (Milton Nascimento, José Renato) – 4:11
4. "Olha (Look)" (Milton Nascimento) – 3:12
5. "Coração Brasileiro" (Celso Adolfo) – 4:08

### Lado Dois
1. "As Várias Pontas de Uma Estrela (The Various Points of a Star)" (Milton Nascimento) – 3:29
2. "Comunhão (Communion)" (Fernando Brant, Milton Nascimento) – 3:25
3. "Certas Canções (Certain Songs)"  (Milton Nascimento, Tunai) – 3:37
4. "Filho (Son)" (Fernando Brant, Milton Nascimento) – 4:49
5. "Essa Voz (This Voice)" (Fernando Brant, Milton Nascimento) – 3:34
6. "No Analices (Not Analyze)" (Milton Nascimento) – 0:46

## Músicos
- Milton Nascimento - voz
- Celso Adolfo - violão
- Decio de Souza Ramos Filho - percussão
- Marilene Gondim - voz
- Túlio Mourão - piano
- Zé Renato - voz
- Paulo Sérgio Santos - percussão
- Robertinho Silva - bateria
- Ricardo Silveira - guitarra
- Tadeu Franco - voz
- Maria Fattoruso - voz
- Wagner Tiso - maestro, piano elétrico
- Tunai - voz
- Bento Menezes - violão
- Helio Delmiro - guitarra
- Gabriel Bezerra - baixo
- Paulinho Carvalho - baixo
- Frank Colon - percussão
- Márcio Montarroyos - flugelhorn, trompete
- Juarez Moreira - violão

Orquestra:
- Norton Morozowicz - regente
- Stanislaw Smilain - violino
- Alceu Almeida - violoncelo
- Artur Andres - flauta
- Frederick Stephany - viola
- Bernardo Bessler - violino
- Ana Bezerra - violoncelo
- Joao Daltro - violino
- José Alves Da Silva - violino
- Alceu de Almeida Reis - violino
- Jose Barrense Dias - violino
- Jorge Faini - violino
- Antonio Fidelis - viola
- Virgilio Arraes Filho -violino
- Aizik Geller - violino
- Andre Gueta - violino
- Carlos Eduardo Hack - violino
- Walter Hack - violino
- Jorge Kundert - violoncelo
- Luiz Fernando Lamith - violoncelo
- José Lana - violoncelo
- Murillo Loures - viola
- Nelson Machado - viola
- Márcio Mallard - violoncelo
- Luiz Carlos Marques - violino
- Jaques Morelenbaum - violoncelo
- Giancarlos Spala Pareschi - violino
- Arlindo Penteado - viola
- Sandrino Santoro - baixo
- Hindenburgo V. Borges Pereira - viola
- Paschoal Perrota - violino
- Jorge Ranevsky - violoncelo
- Alfredo Vidal - violino